# Michael Wirtz (Unternehmer)
Michael Wirtz (* 3. Januar 1939 in Stolberg im damaligen Landkreis Aachen, heute Städteregion Aachen) ist ein deutscher Unternehmer.

## Laufbahn
Michael Wirtz studierte nach seinem Abitur 1957 in München Betriebswirtschaftslehre in Bonn, Frankfurt am Main und Würzburg (Dipl.-Kfm.). Seit 1957 ist er Mitglied des Corps Palatia Bonn.
1969 trat er in das von seinem Vater Hermann Wirtz gegründete Stolberger Familienunternehmen Grünenthal GmbH ein und war geschäftsführender Gesellschafter des Pharmaunternehmens. 2005 übergab er die Leitung an seinen Sohn Sebastian Wirtz und Stefan Genten. Michael Wirtz übernahm den Vorsitz der Grünenthal-Stiftung für Palliativmedizin.
Nach dem Manager-Magazin vom 14. Februar 2005 erlöste die Firmengruppe Wirtz, zu der auch die Kosmetik-Firma Mäurer & Wirtz und der Wasch- und Reinigungsmittelhersteller Dalli-Werke gehört, 2003 mit rund 7000 Mitarbeitern rund 1,3 Mrd. Euro. Insgesamt 19 Familienangehörige sind an den drei Unternehmen beteiligt; ihr Vermögen wird auf 2,5 Milliarden Euro geschätzt (Stand 2013).

## Ehrenamtliches Engagement
Von 1998 bis 2008 war Wirtz Präsident der Industrie- und Handelskammer Aachen. Wirtz ist Honorarkonsul von Ecuador und seit 2003 Mitglied im Kuratorium des Aachener Karlspreises. Seit 1968 ist er Mitglied des Vorstandes des Dombauvereins / Karlsvereins zur Wiederherstellung des Aachener Doms und seit 1995 Vorsitzender der Europäischen Stiftung Aachener Dom. Michael Wirtz ist langjähriges Mitglied des Stiftungsrats der Deutschen Stiftung Patientenschutz, einer Lobbyorganisation für schwerstkranke, pflegebedürftige und sterbende Menschen.
Als Vorsitzenden der Grünenthal-Stiftung für Palliativmedizin engagierte er sich für die Einrichtung des Lehrstuhls für Palliativmedizin an der RWTH Aachen und zugleich für die Gründung der Klinik für Palliativmedizin am Universitätsklinikum Aachen.
Michael Wirtz engagiert sich für zahlreiche Sozialprojekte im Heiligen Land und ist Mitglied im Deutschen Verein vom Heiligen Lande. 1989 wurde er von Kardinal-Großmeister Giuseppe Kardinal Caprio zum Ritter des Ritterordens vom Heiligen Grab zu Jerusalem ernannt und am 20. Mai 1989 im Mainzer Dom durch Franz Kardinal Hengsbach, Großprior der deutschen Statthalterei, investiert. Michael Wirtz ist Großkreuzritter des Päpstlichen Laienordens. Er war von 2005 bis 2012 Vorsitzender der Heilig-Land-Kommission der Statthalterei in Deutschland. Für sein Engagement wurde er vom Lateinischen Patriarchen von Jerusalem mit der Goldene Palme von Jerusalem geehrt.
Michael Wirtz spendete der CDU im Jahr 2000 250.000 D-Mark.

## Ehrungen und Auszeichnungen
- Ritter vom Heiligen Grab (1989; Rangerhöhungen zum Offizier, Großoffizier und Großkreuzritter)
- Komturkreuz des Päpstlichen Silvesterordens (1998)[6]
- Bundesverdienstkreuz 1. Klasse des Verdienstordens der Bundesrepublik Deutschland (2000)
- Ehrensenatorwürde der RWTH Aachen (2005)[7]
- Offizierskreuz des nationalen Verdienstordens Ecuadors (2007)[8]
- Komturkreuz mit Stern des Päpstlichen Silvesterordens (2014)[9].
- Goldenen Palme von Jerusalem
- Träger des Kulturpreises Karl IV. des Kulturvereins Aachen-Prag (gemeinsam mit seiner Ehefrau Michaela Wirtz)
- Verdienstorden des Landes Nordrhein-Westfalen (2018)[10]